# The Jazz Singer (película de 1927)
The Jazz Singer (El cantante de jazz o El cantor de jazz) es el primer largometraje comercial con sonido sincronizado. Fue dirigido por Alan Crosland y estrenado el 6 de octubre de 1927. Esta película tuvo dos versiones posteriores, la primera de Michael Curtiz en 1952, con Danny Thomas, y la segunda de Richard Fleischer en 1980, con Neil Diamond.
En 1996, la película fue considerada «cultural, histórica y estéticamente significativa» por la Biblioteca del Congreso de Estados Unidos y seleccionada para su preservación en el National Film Registry.

## Primer largometraje con sonido sincronizado

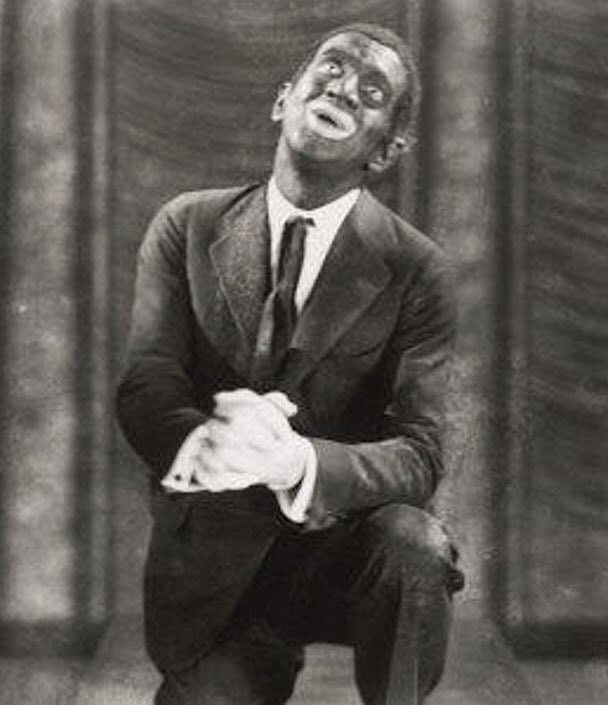
Publicidad de Warner Bros para

The Jazz Singer fue la primera película parcialmente rodada con sonido y diálogos sincronizados, que utilizó el sistema sonoro Vitaphone (grabación de sonido sobre un disco). A partir de ese momento, el cine cambia de manera radical, aunque se siguieron produciendo películas silentes por directores que opinaban que el cine mudo se bastaba a sí mismo. Desde entonces, las comedias musicales se multiplicaron.
En total, la película contiene apenas dos minutos de diálogo con sonido, en gran parte o todo ello improvisado. El resto del diálogo se presenta a través de intertítulos.
La obra teatral El cantor del jazz había sido un éxito en Broadway en su versión original de 1925 protagonizada por George Jessel. Y revivió en 1927 con Al Jolson como protagonista. Cuando la Warner Bros. rechazó las condiciones salariales de Jessel, obligando a este a rechazar el papel principal, el estudio se acercó a Eddie Cantor, a quien tampoco le pareció atractiva la oferta. Fue entonces cuando le fue ofrecido el papel a Al Jolson, quien, como describió el historiador Donald Crafton, «entusiasmaba a la audiencia con vitalidad y el sex appeal de sus gestos y canciones con raíces más bien afroamericanas».
Como anécdota resaltar el uso del blackface en esta película (intérprete blanco con la cara pintada de negro y los labios pintados en blanco o sin pintar, imagen icónica de este filme, que interpretaban música de raíces negras para público blanco). Durante el siglo XIX y parte del XX, había audiencia blanca que iba al teatro para entretenerse y gozar de música como jazz u otros géneros musicales con inspiración y descendencia en personas negras. Sin embargo, esta misma audiencia no creía que los intérpretes afrodescendientes fuesen adecuados para presentarse en el teatro frente a un público blanco. La perspectiva de ver a un negro interpretando una canción en el teatro todavía no era bien vista y mucho menos aceptada, por lo que en ese tiempo muchos intérpretes de jazz blancos, optaban por utilizar maquillaje y cubrir su cara de negro para cantar estos géneros musicales y que fueran del total agrado para el público blanco sin «ofender su sensibilidad».[cita requerida]

## Adaptación y trama
La película fue inicialmente una obra musical para teatro del autor estadounidense Samson Raphaelson. En Broadway, era interpretada por el actor y cantante George Jessel. La obra adaptada contaba con cinco actos en la cual el personaje central nos relata su vida y que proviene de una familia judía ultra ortodoxa. El rabino Rabinowitz quien es su padre, desea cumplir su sueño; que su primogénito y único hijo denominado Jakie, siga las costumbres que trazaron sus ancestros por generaciones y se una a la tradición familiar convirtiéndose en la quinta generación de rabinos, pero para lograr su objetivo y que Jackie cumpla con los requisitos de un rabino cantor, su padre (el rabino Rabinowitz) le da entrenamiento vocal a Jackie para que aproveche su talento natural y entone su voz de manera adecuada por mucho tiempo. 
Sin embargo, Jackie no es del todo feliz con el camino que se le había impuesto; por lo tanto elige otra forma de expresión para sus aptitudes vocales: y tras la primera escena de Jackie cantando la trama nos dice que su verdadera pasión es el jazz, Jackie decide escapar de su hogar y convertirse en un cantante de jazz. Unos años más tarde, ahora haciéndose llamar Jack Robin, se ha convertido en un talentoso cantante de jazz. Él trata de construir una carrera como artista pero sus ambiciones profesionales, en última instancia, entran en conflicto con las exigencias de su casa y su herencia.

## Reparto
- Al Jolson es Jakie Rabinowitz (Jack Robin).
- Warner Oland es Cantor Rabinowitz.
- Eugenie Besserer es Sara Rabinowitz.
- May McAvoy es Mary Dale.
- Otto Lederer es Moisha Yudelson.
- Richard Tucker es Harry Lee.
- Yossele Rosenblatt es él mismo.
- Bobby Gordon es Jakie Rabinowitz (de trece años).

## Representaciones
En España, The Jazz Singer se representó en el Cine Callao, de Madrid, el 13 de junio de 1929.

## Premios y distinciones
Premios Óscar
| Año  | Categoría        | Nominado       | Resultado |
| ---- | ---------------- | -------------- | --------- |
| 1928 | Mejor adaptación | Alfred A. Cohn | Ganador   |

Además, se concedió un Óscar especial a la Warner Bros por "producir El Cantor de jazz, la película pionera en el cine sonoro que ha revolucionado la Industria"